# Górnośląskie Towarzystwo Przyjaciół Nauk im. Walentego Roździeńskiego
Górnośląskie Towarzystwo Przyjaciół Nauk im. Walentego Roździeńskiego – towarzystwo naukowe założone w 1920 z siedzibą w Katowicach.

## Historia
Celem założonego w 1920 Towarzystwo Przyjaciół Nauk na Śląsku było wspieranie polskiej nauki i rozwoju sztuki na Śląsku. Po II wojnie światowej organizacja wznowiła działalność jako Śląsko-Dąbrowskie Towarzystwo Przyjaciół Nauk, zaś od 1950 jako Śląskie Towarzystwo Naukowe. W 1950 postanowiono przyłączyć instytucję do działającego w Poznaniu Instytutu Zachodniego im. Zygmunta Wojciechowskiego.
Reaktywacja stowarzyszenia na Śląsku nastąpiła w 1989 roku, jednocześnie nadano nową nazwę: Górnośląskie Towarzystwo Przyjaciół Nauk im. Walentego Roździeńskiego. Jako patrona wybrano osobę śląskiego poety Walentego Roździeńskiego. Stowarzyszenie zostało zarejestrowane 16 maja 2002 roku.